# Slánská hora

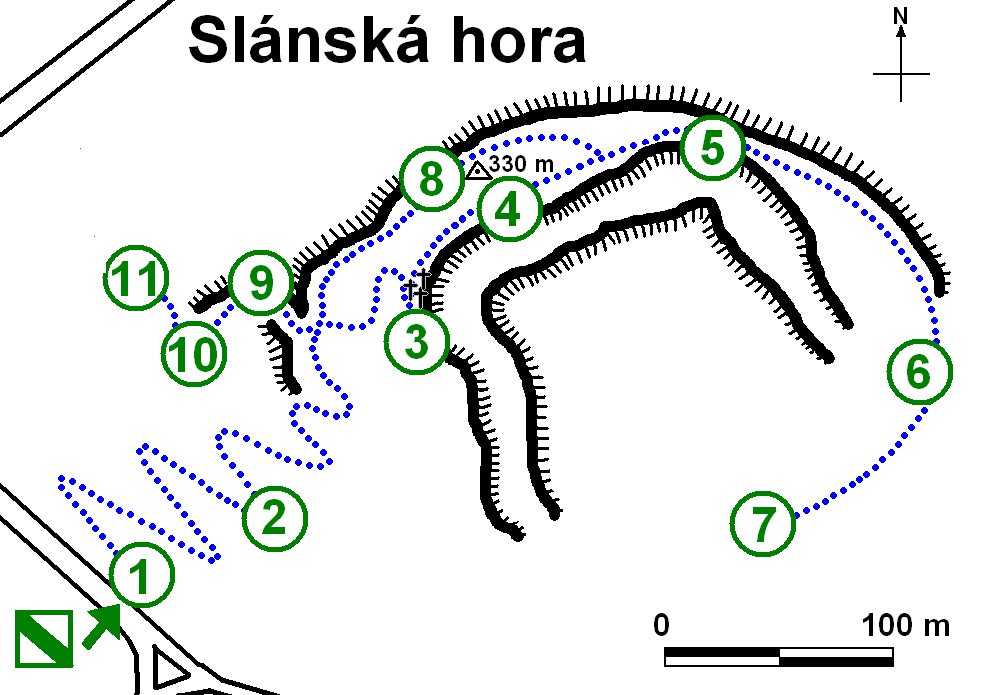
Průběh naučné stezky Slánská hora (2008)

Přírodní památka Slánská hora (330,1 m) tvoří výraznou přírodní dominantu města Slaného v okrese Kladno ve Středočeském kraji. Nachází se v geomorfologickém celku Pražská plošina a je spolu s Vinařickou horou nejjižnějším výběžkem sopečné činnosti Českého středohoří.
Hora se tyčí zhruba 70 metrů nad údolí Červeného potoka, které ji odděluje od západněji položeného centra města. Území přírodní památky zaujímá vrcholovou část plus severní a západní svahy hory; jeho rozloha činí 2,23 ha. V minulosti byla značná část kopce odtěžena,  dochované pozůstatky představují těleso přívodní dráhy převážně výlevného vulkánu, který vznikl na křížení slánského zlomového systému směru a kladenského zlomu. Zbytek hory tvoří ochranné pásmo přírodní památky o rozloze 8,19 ha. 
Většinu svahů Slánské hory pokrývá smíšený les, na severním a západním úbočí se nacházejí bizarní čedičová skaliska s několika puklinovými jeskyňkami. V minulosti zde vyvěraly dva slané prameny, které daly městu jméno; do dnešní doby se však nezachovaly (voda tzv. Slaného pramene na severozápadním úpatí hory již sůl neobsahuje[zdroj?]). Více než polovina hory na východní straně padla za oběť dvěma mohutným lomům na těžbu čediče; přičemž bylo značně poškozeno místní významné archeologické naleziště. Na záchranu hory bylo před časem vynaloženo mnoho ochranářského úsilí, lom po ukončení těžby byl částečně zavezen a osázen stromy a keři.
Na temeni Slánské hory se nacházejí tři velké dřevěné kříže z roku 1662, osazené na popud hraběte Bernarda Ignáce z Martinic, které symbolizují utrpení místních obyvatel za třicetileté války. Z několika míst na vrcholu a západním úbočí se nabízejí působivé pohledy na město Slaný.

## Předmět ochrany
Důvodem ochrany je zachování geologického fenoménu jednoho z nejjižnějších výběžků sopečné činnosti Českého středohoří včetně ukázek typické sloupcovité odlučnosti čedičových hornin a puklinových jeskyní. Předmětem ochrany jsou také zdejší fragmenty skalních stepí s teplomilnou květenou a přirozená lesní společenstva habrových doubrav.

## Geomorfologické zařazení
Slánská hora náleží do geomorfologického celku Pražská plošina, podcelku Kladenská tabule, okrsku Slánská tabule a podokrsku Libušínská tabule, jejíž je samostatnou geomorfologickou částí.

## Geologie

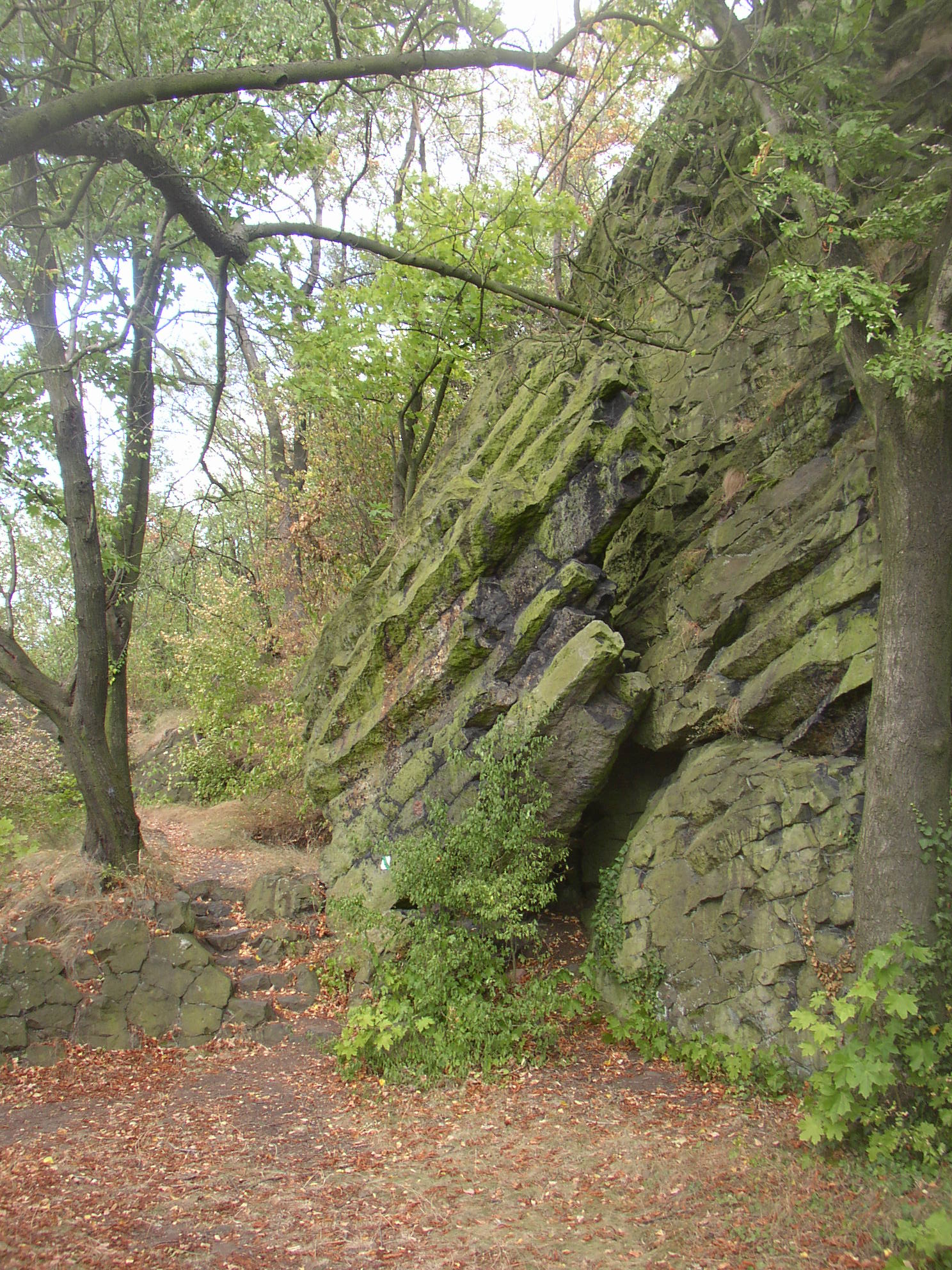
Čedičové sloupce na západním úbočí hory

Z geologického hlediska představuje Slánská hora čedičovou kupu, pozůstatek třetihorní sopečné činnosti. Na počátku sopka vyvrhovala pyroklastické horniny (tufy a tufity), které vytvořily vrstvy kolem dokola jejího jícnu, následovaly výlevy žhavé lávy (olivinický nefelinit), která na styku s chladnějšími stěnami kráteru tuhla v charakteristické čedičové sloupce. Sloupce v lomové stěně jsou uspořádány do několika převrácených vějířů. Podle tohoto uspořádání se usuzuje, že čedičová láva zde tuhla pravděpodobně v lávovém jezeře, které vyplňovalo sopečný kráter.Pokud jde o mineralogické složení, zdejší čedičová hornina obsahuje nefelín, sodalit, magnetit, pyroxen a olivín.
Původní kolmá orientace těchto útvarů se vlivem následných pohybů hornin značně rozrůznila; v severní části území tak vznikla řada puklin, drobných jeskyní a ventarol. V době těžby byl lom významnou mineralogickou lokalitou – v dutinách byly nalezeny krystaly aragonitu, kalcitu, chloritů a zeolitů.
Skaliska a dutiny na Slánské hoře dnes poskytují útočiště např. poštolkám, kunám či netopýrům.

## Botanika
Z botanického hlediska se na Slánské hoře vyčleňují tři základní biotopy: První představují lesní společenstva na svazích hory - lipojavorový les s příměsí jasanu. Podrost zde tvoří především nitrofilní rostliny jako vlaštovičník větší či kerblík lesní, vyskytují se i jaterník trojlaločný, orsej jarní, violka vonná, lipnice hajní, kakost smrdutý, hluchavka skvrnitá nebo měrnice černá. Druhý biotop přestavuje vegetace na skalách a vrcholové plošině Slánské hory. Typickými rostlinami jsou zde hvozdík kartouzek či různé druhy mochny (zejm. mochna písečná), z vzácnějších lze spatřit tařici skalní, česnek horský, kavyl vláskovitý, mateřídoušku panonskou, sesel fenyklový, pelyněk ladní, lomikámen zrnatý, rozrazil lékařský či modřenec. Z keřů je pro okolí skalisek typický teplomilný ptačí zob obecný, přímo na skalách pak roste skalník celokrajný. Třetím biotopem je pak luční vegetace v bývalém lomu, kde se vyskytují jetel plazivý, čičorka pestrá, pýr plazivý či třtina křovištní.

## Zoologie
Na Slánské hoře nalezneme i rozmanitou zvířenu. Hojně se zde vyskytují veverky, myšice, pěnice, budníčci, drozdi, červenky a poštolky, vzácněji pak některé druhy sov, slavíci nebo vzácné druhy netopýrů.

## Archeologie
Zejména pozvolněji se sklánějící jihovýchodní svahy hory, dnes zničené kamenolomem, byly s většími či menšími přestávkami obývány bezmála pět tisíciletí; za tu dobu se vytvořila nálezová souvrství o mocnosti až tři metry. Nejstarší období tvoří eneolitické kultury nálevkovitých pohárů (polovina 4. tisíciletí př. n. l.) a řivnáčská (počátek 3. tisíciletí př. n. l.). Nejvýznamnější etapu osídlení Slánské hory pak představuje únětická kultura doby bronzové (počátek 2. tisíciletí př. n. l.). Pravděpodobně během následujícího osídlení příslušníky věteřovské skupiny na vrcholu vzniklo opevněné hradiště. Pro dobu železnou byly zjištěny stopy osídlení z pozdní doby halštatské (před polovinou 1. tisíciletí př. n. l.) a slovanská osada z přelomu starší a střední doby hradištní (8. a 9. století).
První archeologické nálezy zaznamenali ve dvacátých letech 19. století Václav Krolmus, František Karel Miltner a Matyáš Kalina z Jäthensteinu; posledně jmenovaný řadil Slánskou horu mezi pravěká obětní místa. K dalším objevům docházelo od roku 1861 při parkových úpravách hory, prováděných místním měšťanem Hynkem Holwegem. Tyto nálezy po jeho smrti získalo Národní muzeum. Množství nálezů vč. kostrového pohřbu kultury nálevkových pohárů přinesl roku 1892 výzkum slánského Musejního spolku, vedený Václavem Štechem. V této době prováděli na Slánské hoře výkopy také Josef Ladislav Píč, ředitel zvoleněveského cukrovaru Jan Felcman a slánský měšťan Eduard Zahrádka. Zahrádkovy nálezy, uložené v muzeu v Lipsku, však podlehly zkáze za 2. světové války. Výsledky menšího záchranného archeologického výzkumu, provedeného v roce 1942 Milošem Šollem, později shrnul Jaroslav Böhm. Poslední záchranný výzkum před postupujícím kamenolomem probíhal na Slánské hoře v letech 1955 až 1964.

## Turistické výstupy
Od roku 1984 probíhá Slánskou horou naučná stezka, nejnověji obnovená v roce 2008 v podobě 11 zastavení s informačními tabulemi. Nástup na stezku se nachází mezi domy na jihozápadním úpatí v ulici Pod Horou. Od roku 2015 vede na vrchol via ferrata.

## Zajištěné lezecké cesty
Pro milovníky horolezectví a adrenalinových zážitků byla v oblasti Slánské hory vybudována via ferrata. První lezecké cesty byly na Slánské hoře otevřeny v roce 2015, další tři spolu s dvěma lanovými mosty přibyly v květnu 2017. Jejich obtížnost je různá - od nejlehčích o obtížnosti B/C až po nejtěžší cesty kategorie D/E. Každá z cest zabere zkušenějšímu lezci zhruba 15 minut času. Slánská hora se nachází v bezprostřední blízkosti městského centra, nejkratší přístup k ferratám je od severozápadu z Chadalíkovy ulice.

## Fotogalerie

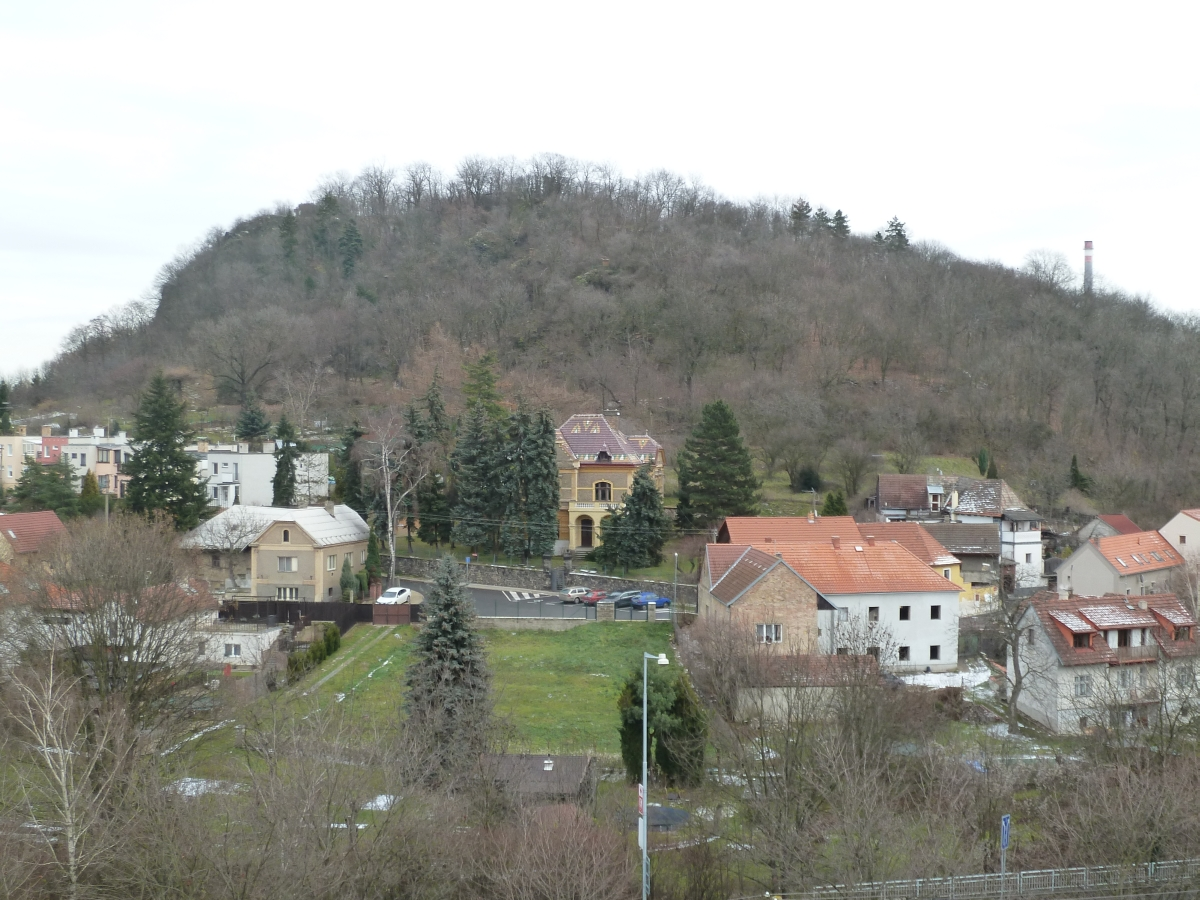
Slánská hora v zimě
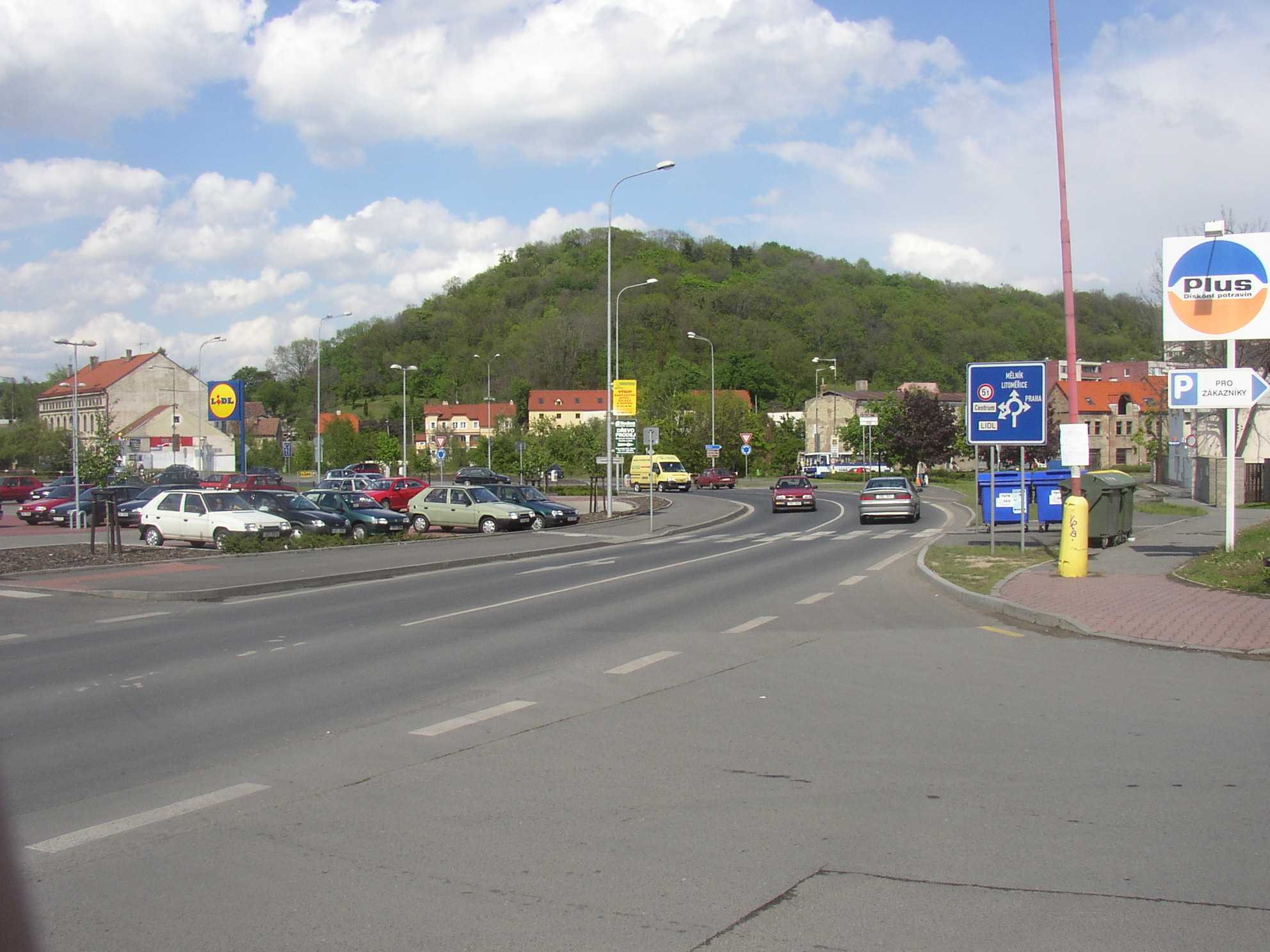
Slánská hora od jihozápadu
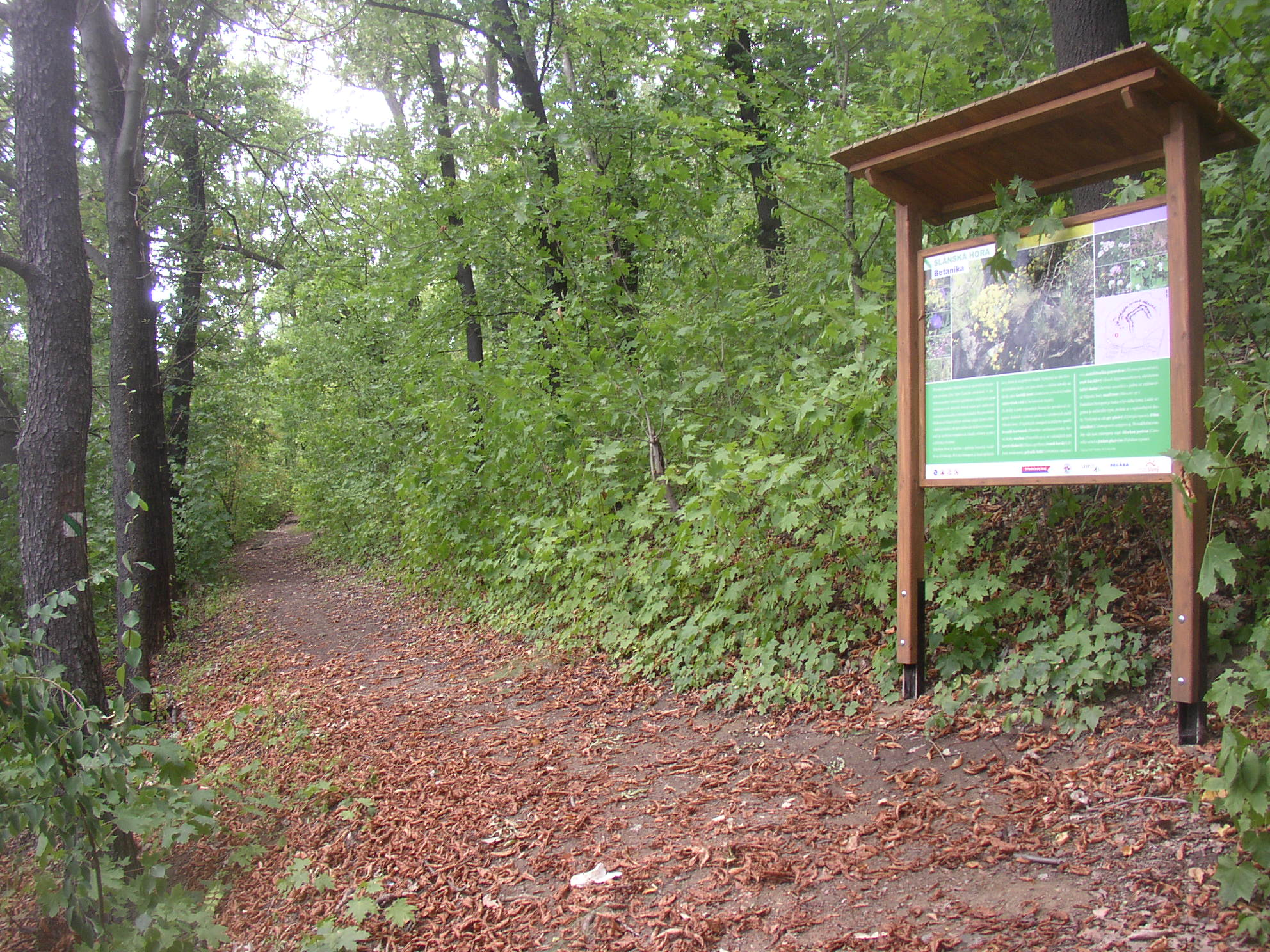
NS, zastavení 1. – Botanika
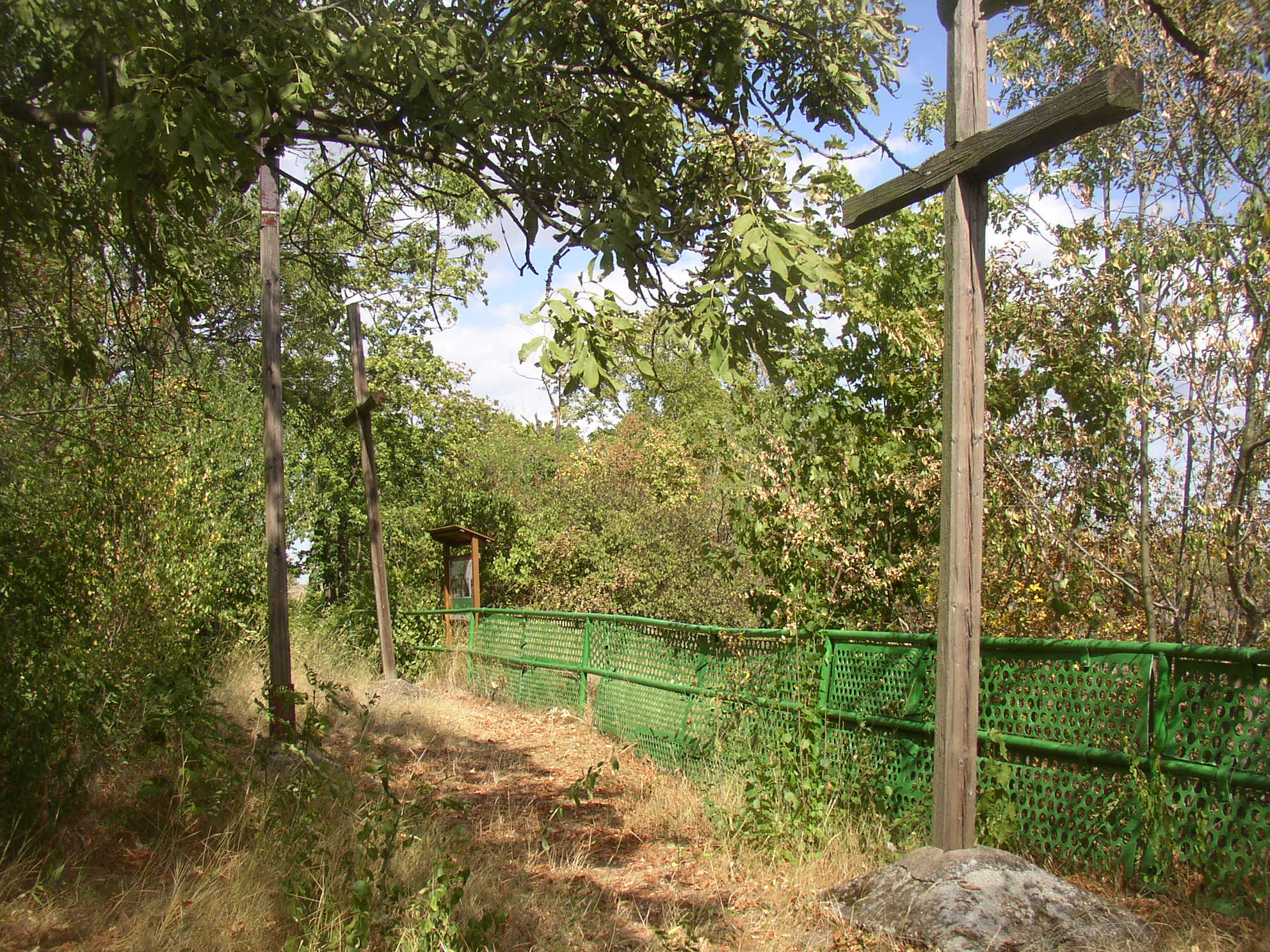
NS, zastavení 2. – Tři kříže
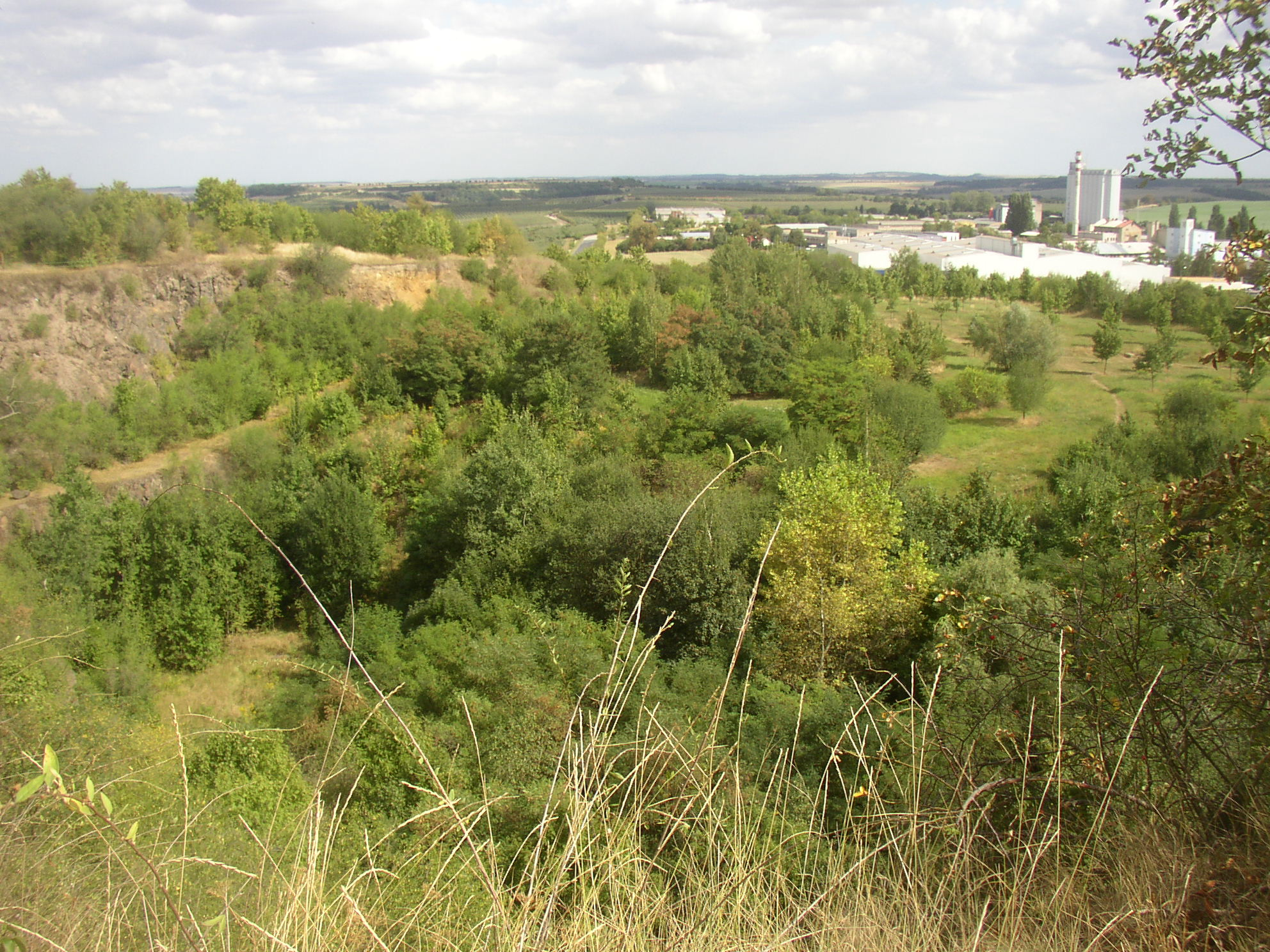
Pohled od tří křížů do nitra lomu 3.
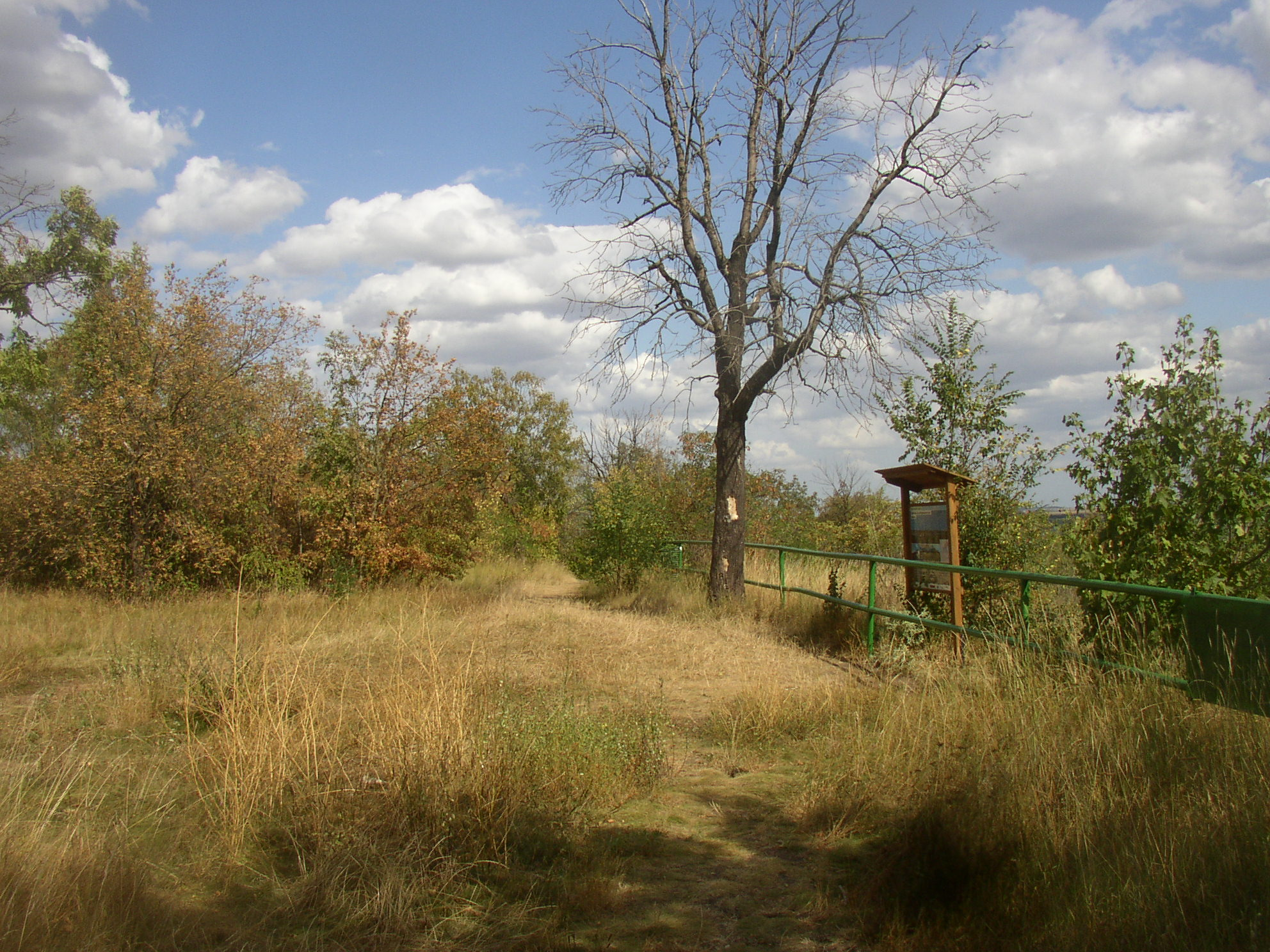
NS, zastavení 4. – Výhled na průmyslovou část města
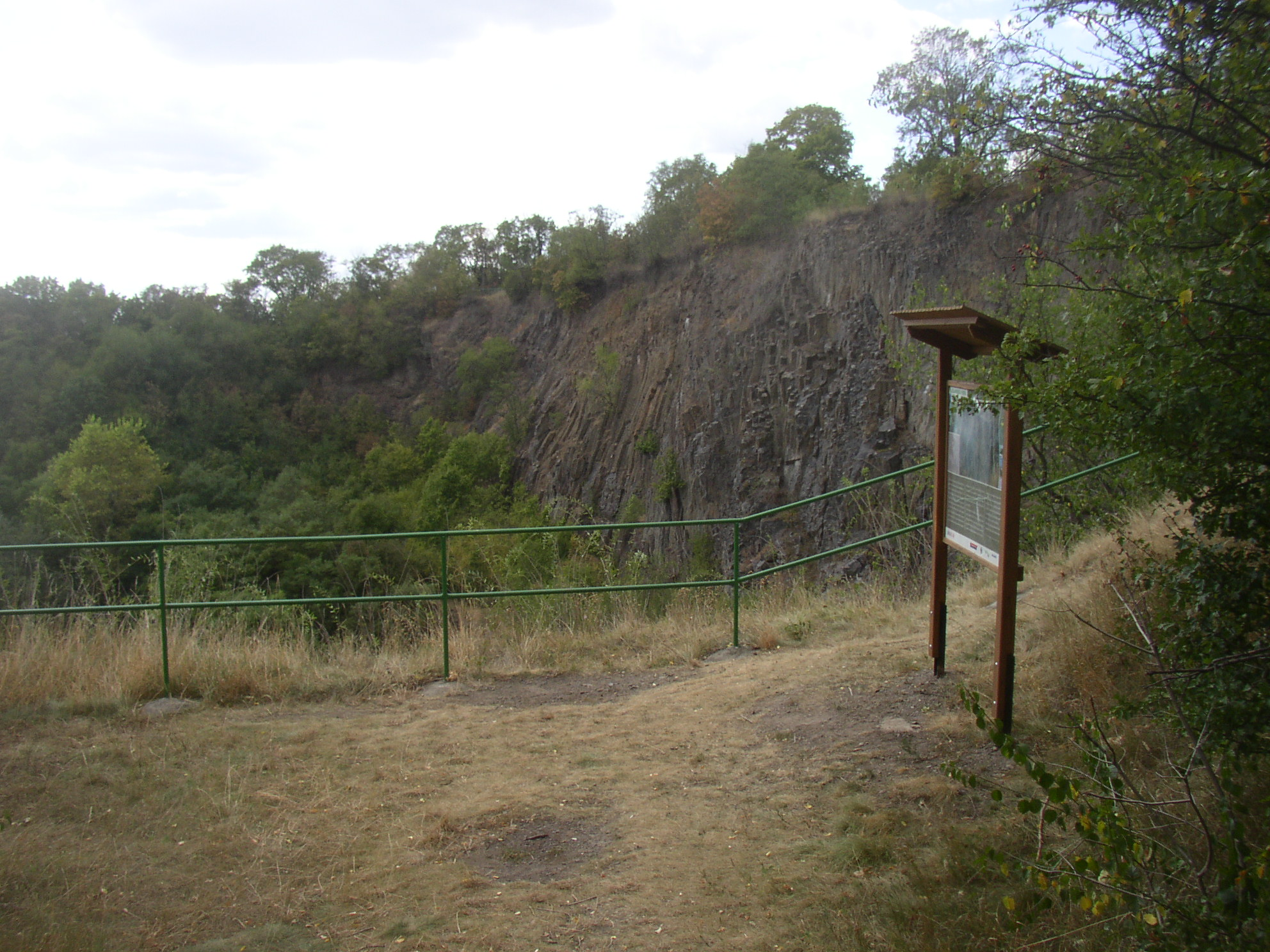
NS, zastavení 5. – Geologie
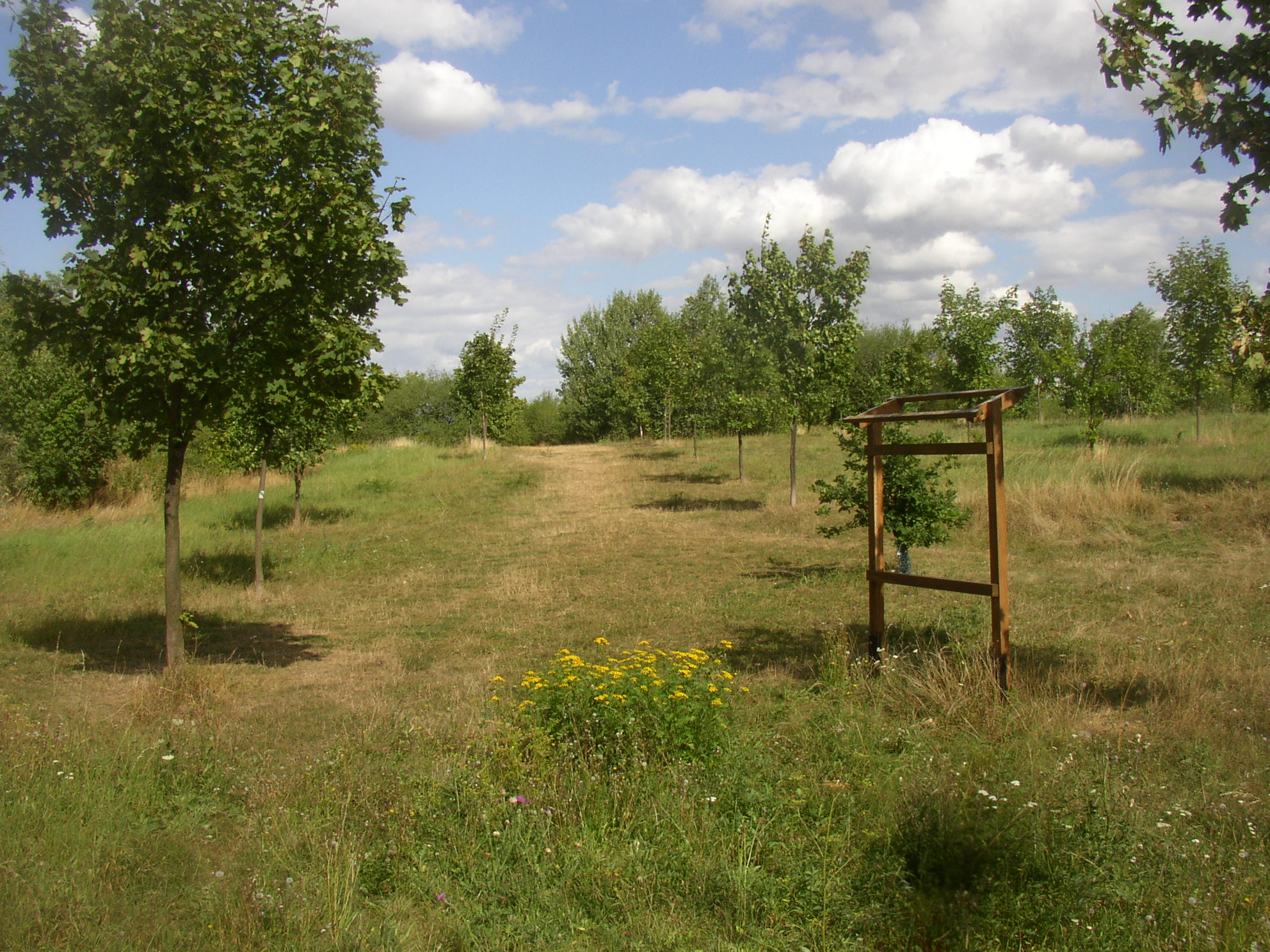
NS, zastavení 6. – Zoologie/motýli
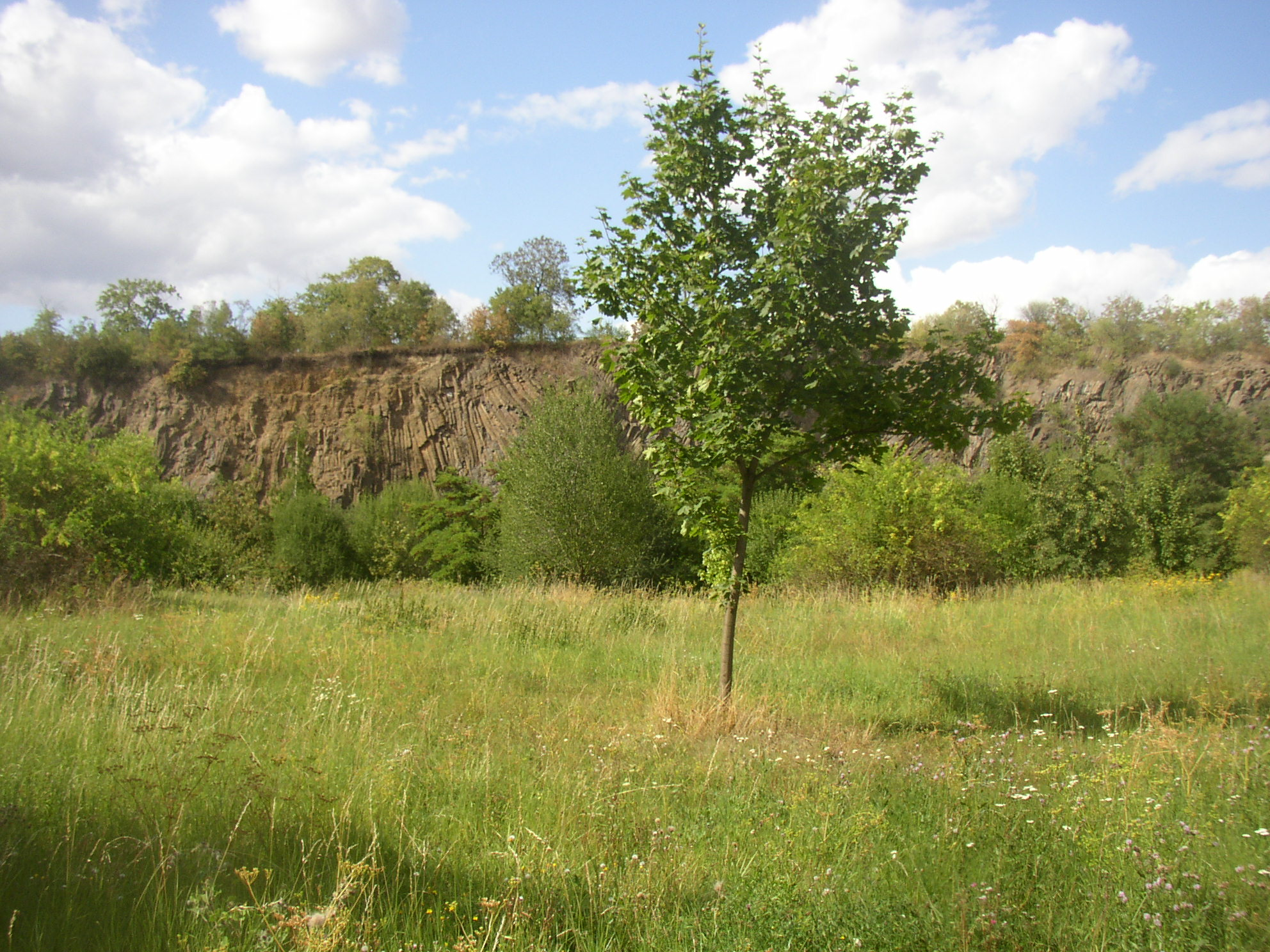
Pohled na stěnu lomu od 7. zastavení NS
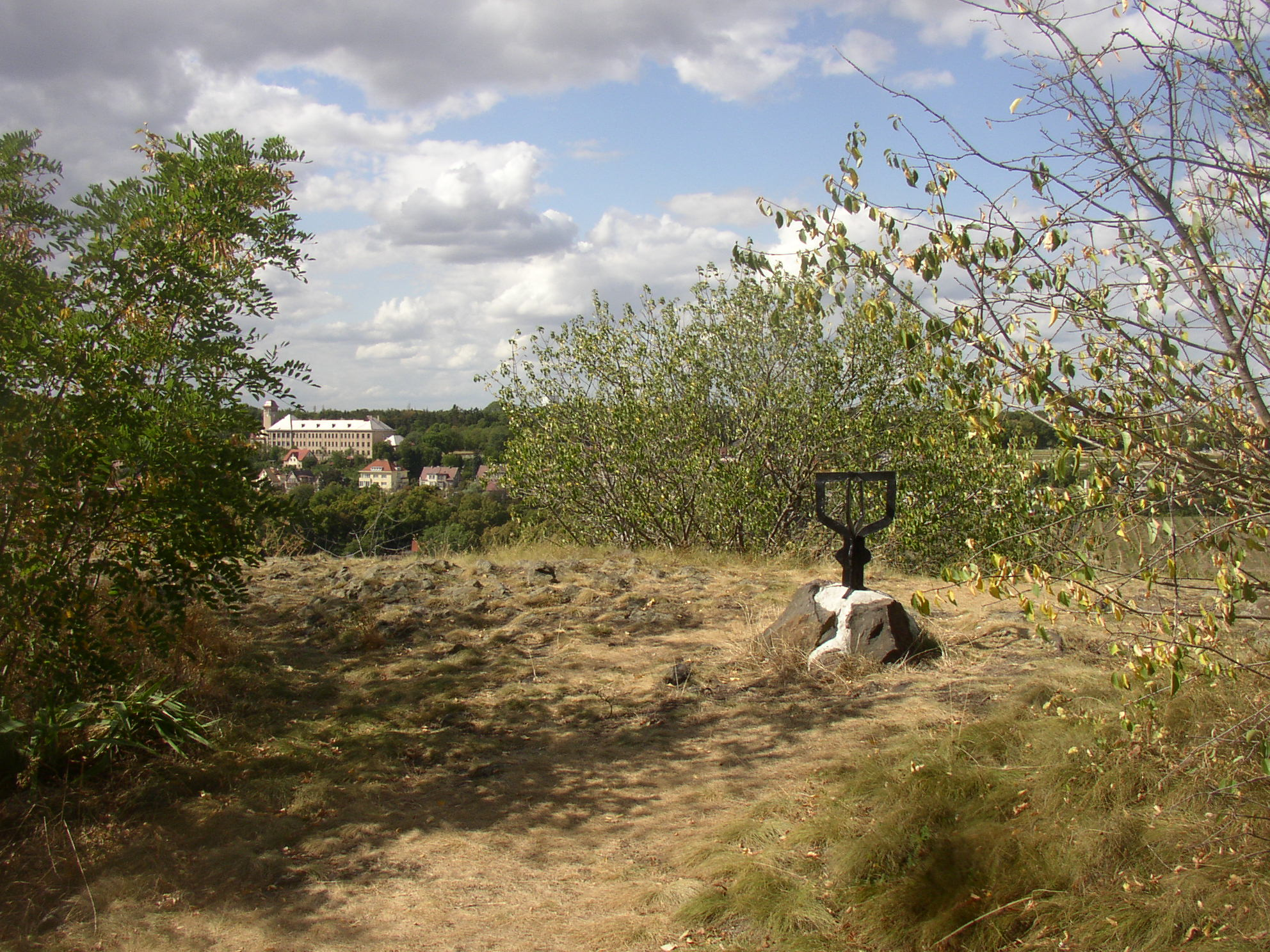
Vrchol hory
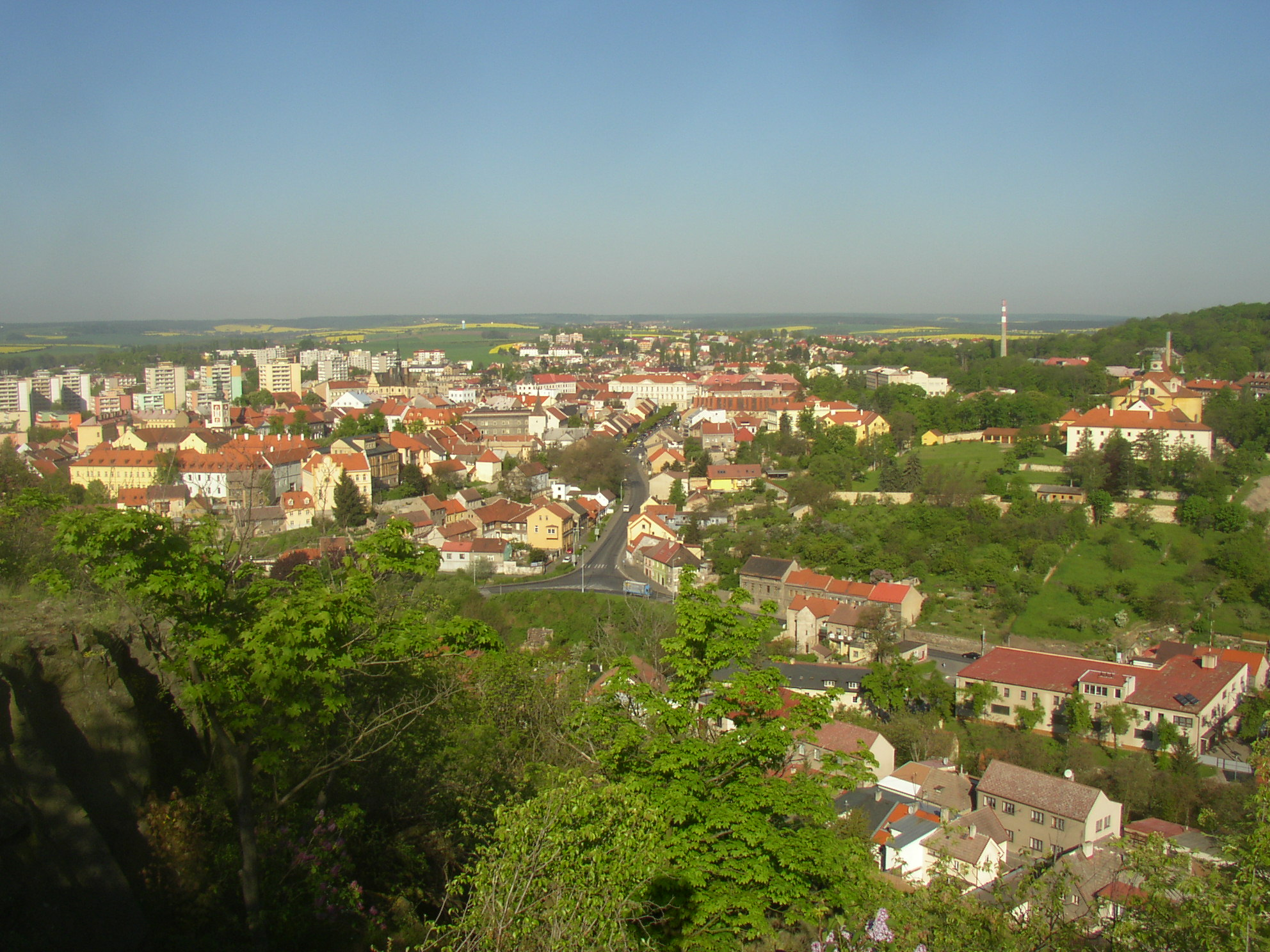
Vrcholová vyhlídka na město Slaný
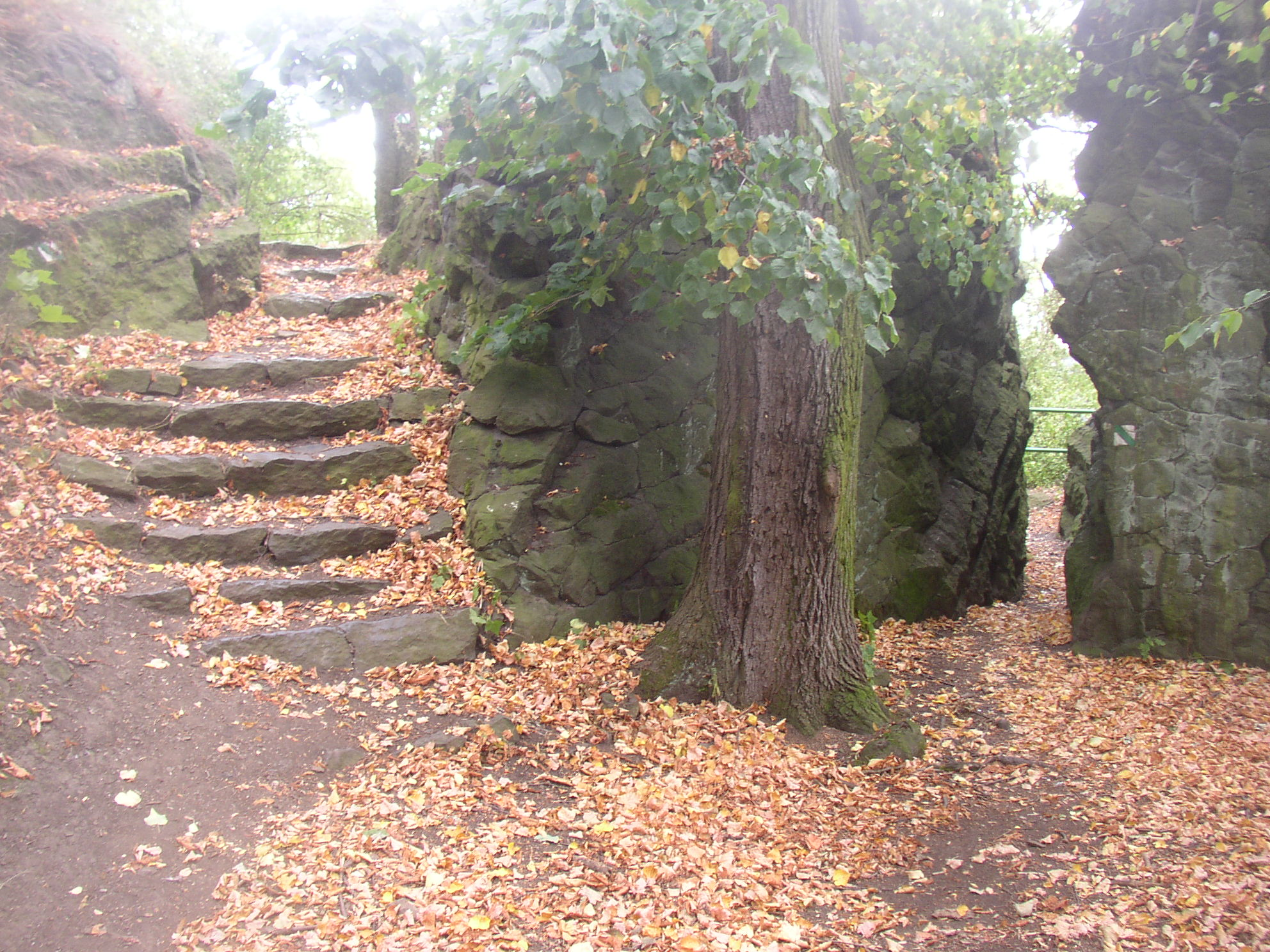
Průchod mezi skalami
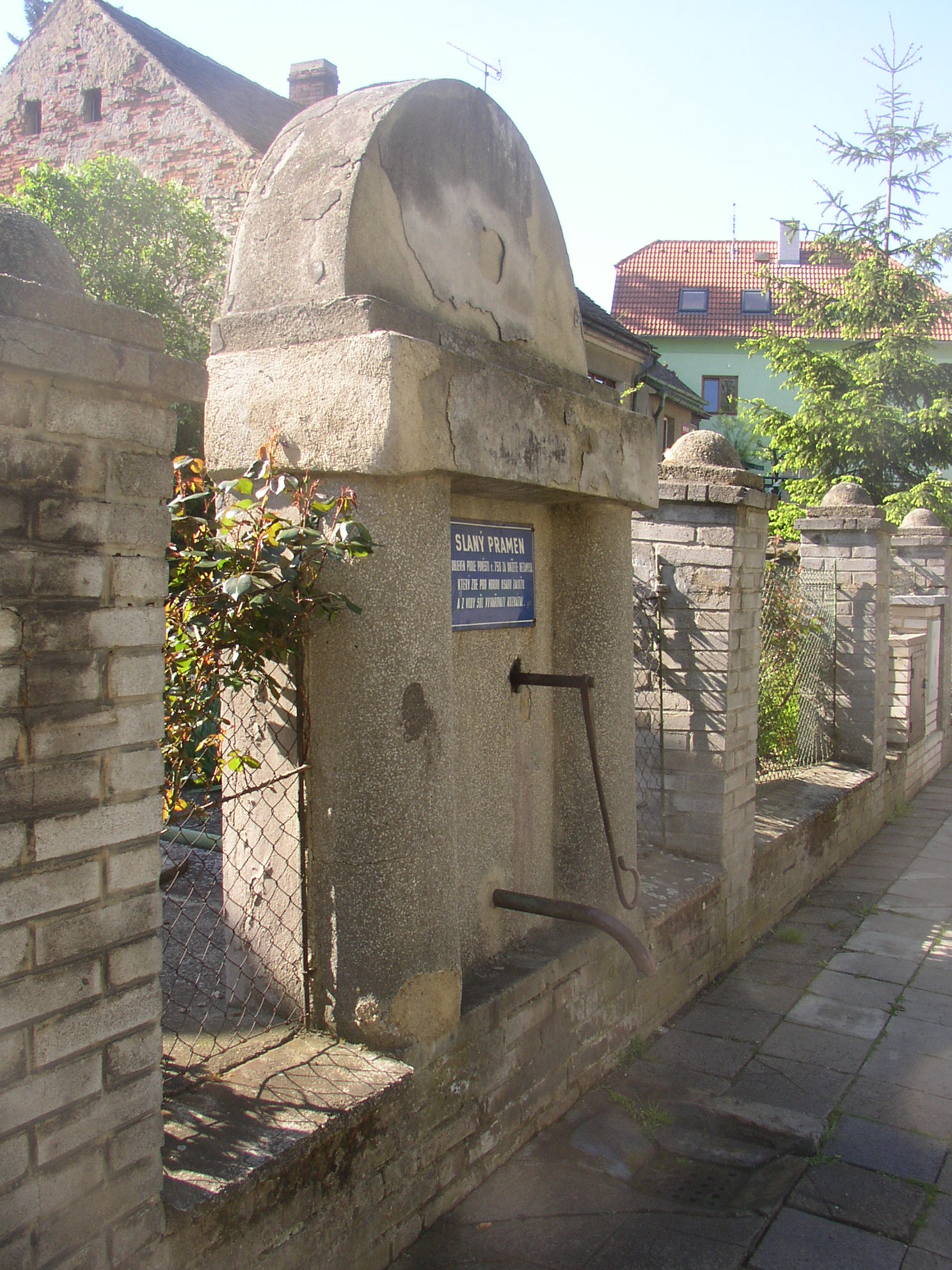
Slaný pramen v Nezamyslově ulici na severozápadním úpatí hory